# Direct Blue 108
C.I. Direct Blue 108 ist eine chemische Verbindung aus der Gruppe der Triphendioxazinfarbstoffe. Als Direktfarbstoff wird sie zum Färben von Baumwolle, Viskose, Seide und deren Mischgeweben verwendet.

## Geschichte
Der Farbstoff wurde bei Hoechst erfunden und 1928 durch die I.G. Farben patentiert.

## Darstellung
Zur Herstellung von Direct Blue 108 wird zunächst 3-Amino-9-ethylcarbazol mit Chloranil in o-Dichlorbenzol und in Gegenwart von wasserfreiem Natriumacetat kondensiert und durch anschließende Zugabe von Benzolsulfonylchlorid cyclisiert. Anschließend wird das Zwischenprodukt mit rauchender Schwefelsäure sulfoniert und der Farbstoff als Natriumsalz isoliert.

## Eigenschaften
C.I. Direct Blue 108 wird durch ein Bleichsystem aus Natriumperborat oder Natriumpercarbonat mit Tetraacetylethylendiamin als Bleichaktivator, wie es oftmals in Waschmitteln verwendet wird, oxidativ entfärbt. Die Entfärbung erfolgt insbesondere bei pH 9 und nimmt mit steigender Temperatur zu.